# Gesellschaft für Pädiatrische Pneumologie
Die Gesellschaft für Pädiatrische Pneumologie (GPP) ist eine wissenschaftliche Fachgesellschaft, die die Kinderpneumolog(Inn)en in Deutschland, Österreich und der deutschsprachigen Schweiz vertritt. Sie ist Mitglied der Arbeitsgemeinschaft der Wissenschaftlichen Medizinischen Fachgesellschaften (AWMF).

## Ziele und Aufgaben
Die GPP setzt sich für den wissenschaftlichen Fortschritt in Diagnostik und Therapie von Krankheiten der Atemorgane im Kindes- und Jugendalter und für eine optimale ambulante und stationäre medizinische Versorgung der Betroffenen ein. Sie widmet sich der Förderung der Forschung, der Vernetzung und dem Austausch von Wissenschaftlern und Klinikern sowie der Verbreitung neuer Erkenntnisse im Bereich der pädiatrischen Pneumologie. Besonderes Anliegen ist zudem die Fortbildung von Ärzten und medizinischen Assistenzberufen in der pädiatrischen Pneumologie.

## Aktivitäten
Arbeitsgruppen: Innerhalb der Gesellschaft haben sich zahlreiche Arbeitsgruppen zu verschiedenen wissenschaftlichen Themen der pädiatrischen Pneumologie formiert.  Wesentliche Aufgabe der Arbeitsgruppen ist die Formulierung von Empfehlungen und Positionspapieren, die Mitarbeit bei der Entwicklung von Leitlinien und die Förderung der Forschung.
Jahrestagung: Die GPP richtet eine jährliche Tagung aus, auf der die Evidenz-basierten Standards der Diagnostik und Therapie von Erkrankungen der Lunge im Kindes- und Jugendalter, innovative Therapieansätze und aktuelle Forschungsergebnisse in der pädiatrischen Pneumologie vorgestellt und diskutiert werden.
Kooperation: Die Gesellschaft arbeitet mit anderen Fachgesellschaften der Kinder- und Jugendheilkunde und der Pneumologie auf nationaler und internationaler Ebene zusammen.
Nachwuchsförderung:  Die GPP engagiert sich bei der Nachwuchsförderung und Weiterbildung von angehenden pädiatrischen Pneumologen. Hierzu werden regelmäßig Weiterbildungskurse (z. B. Bronchoskopiekurse im Rahmen der Jahrestagung) angeboten, die Gesellschaft hat Vorschläge zum Inhalt der Weiterbildung erarbeitet.
Forschungsförderung: Die GPP unterstützt junge Wissenschaftler im Bereich der pädiatrischen Pneumologie mit der Vergabe von Stipendien.

## Veröffentlichungen
Die Gesellschaft veröffentlicht Stellungnahmen zu Vorgehensweisen, Maßnahmen und Standards in ihrem Fachgebiet. Hierzu gehören auch medizinische Leitlinien. Seit 2022 erscheint die ausschließlich für die Vereinsmitglieder bestimmte GPP Zeitschrift im Thieme-Verlag in der Reihe Klinische Pädiatrie.

## Veranstaltungen
Die GPP veranstaltet Jahrestagungen, Fort- und Weiterbildungskurse, Seminare und Workshops aus dem Bereich der pädiatrischen Pneumologie und Allergologie und beteiligt sich an Kongressen.

## Ehrungen und Preise
Die Gesellschaft ernennt Ehrenmitglieder und lobt unter anderem folgende Preise aus: Klosterfrau Award, Johannes Wenner Preis, Manes-Kartagener-Preis
Ehrenmitglieder (Stand 20. September 2024): Dietrich Berdel, Joachim Freihorst, Manfred Götz, Dietrich Hofmann, Wolfgang Leupold, Hermann Lindemann, Thomas Nicolai, Bodo Niggemann, Felix Ratjen, Dietrich Reinhardt, Frank Riedel, Christian Rieger, Ernst Rietschel, Markus Rutishauser, Martin Schöni, Jürgen Seidenberg, Horst von der Hardt

## Kooperationen
Die Gesellschaft nennt unterhält Partnerschaften mit folgenden Organisationen:
- Deutsche Gesellschaft für Kinderheilkunde und Jugendmedizin
- Deutsche Gesellschaft für Pneumologie und Beatmungsmedizin

## Geschichte
Die Gesellschaft wurde im Jahr 1978 in Hannover gegründet. Seit 2016 ist die GPP Mitglied der AWMF.